# Крикливый, Вячеслав Леонидович
Вячесла́в (Славик) Леонидо́вич Крикли́вый (род. 1 июля 1976, Запорожье) — украинский танцор бальных танцев, призёр чемпионата мира среди профессионалов.

## Биография
Вячеслав Крикливый родился 1 июля 1976 года в городе Запорожье, (УССР, СССР) в семье врачей. Занимался пять лет плаванием. Осенью 1987 года переехал с семьей в Мелитополь, где начал заниматься латиноамериканской программой танцев. В 90-х гг. переехал и выступал в Киеве.
В марте 1998 года стал чемпионом Украины, спустя неделю чемпионом Бельгии в паре с Джоанной Льюнис (англ. Joanna Leunis). Вместе с Льюнис в 1999 году завоевал серебро чемпионата мира, спустя год золото чемпионата мира и Европы среди любителей по версии IDSF. Известен под именем «Славик».
Расставшись с Льюнис переехал в Нью-Йорк и стал в пару с уроженкой Харькова Кариной Смирнофф (англ. Karina Smirnoff) в категории профессионалы. Вместе со Смирнофф пятикратные чемпионы Америки, бронзовые призёры чемпионата мира. Как танцоры и хореографы танцевальных сцен, с эпизодическими ролями, пара сыграла в художественном фильме «Давайте потанцуем» с участием в главных ролях Ричарда Гира и Дженифер Лопес. В 2005 году пара распалась.
С 2006—2007 гг. танцевал в Москве в паре с Еленой Хворовой, выиграл Кубок мира и чемпионат России, серебряные медали чемпионатов мира и Европы. С 2008—2009 гг. с Ханной Картунен танцевал за Финляндию. На турнире UK Open 2009 стали шестыми. С 2009—2010 гг. танцевал с Анной Мельниковой в России, выступал с показательными выступлениями в танцевальных шоу. В танцевальном мире запомнился танцем под песню «Мохнатый шмель» из кинофильма «Жестокий романс», в основу которого легла конкурсная хореография пары. В спорте пара завоевала бронзовые медали Кубка мира и чемпионата Европы, замкнула пятерку лучших пар мира. В Москве на «Торжественном собрании РТС», пара стала победителем в номинации «Лучший дебют года».
Снялся в датском документальном фильме под названием Ballroom Dancer, премьера которого состоялась 20 ноября 2011 года в Дании. В Москве снялся в короткометражном трехминутном фильме «Близость» для конкурса «Параллельные линии», организованного Ассоциацией Ридли Скотта и компанией Philips.
В 2012 году дважды становился в пару с уроженкой Харькова Дарьей Чесноковой и Екатериной Лапаевой. С 2013 года занимается тренерской и судейской работой. В 2014 году вместе с Кариной Смирнофф принял участие в Нью-йоркском проекте «Dance Legends 2014» и Московском проекте «Звездный Дуэт».

## Фильмография
| Год  |   | Русское название      | Оригинальное название | Роль             |
| ---- | - | --------------------- | --------------------- | ---------------- |
| 2004 | ф | Давайте потанцуем     | Shall we dance        | Партнер Полины   |
| 2010 | в | Танцор бальных танцев | Ballroom Dancer       | Славик Крикливый |
| 2011 | ф | Близость              | The Nearness          | Славик Крикливый |